# Абрис
А́брис (от нем. Abriß — «чертёж, план, очерк») — рисунок в линиях и без тени; также обводка контуров рисунка.

## Описание
У рисовальщиков «сделать абрис» означает обвести отчётливо все линии композиции, фигур, рисунка и прочих, уже получивших конечный результат, то есть когда рисунок стал чист и правилен, и когда все детали вырисованы. Абрис — приготовление к наложению теней на рисунке или к написанию картины.
От «очерка» (очертить) или «окидки» (слово XVIII—XIX веков) отличается законченностью выполнения.
В геодезии абрис — это схематический план, сделанный от руки, на основе данных полевой съёмки (теодолитной). Используется при составлении точных топографических планов.